# Вулканизм на Марсе
Вулканическая активность (вулканизм) сыграла значительную роль в геологической эволюции планеты Марс. Начиная с миссии космического аппарата Маринер-9 1972 года ученым было известно, что вулканические детали рельефа покрывают значительную часть поверхности Марса. К этим деталям относятся масштабные лавовые потоки, необъятные лавовые равнины и крупнейшие из всех известных вулканов в Солнечной системе. Возраст марсианских вулканических деталей варьируется от времен нойского (>3.7 миллиарда лет) до позднего амазонского периода (<500 миллионов лет), что свидетельствует о том, что вулканическая активность на планете существовала в течение всей ее истории, а отдельные исследователи высказывают предположение, что такая активность присутствует на планете и до сих пор. Как Земля, так и Марс являются большими, дифференцированными планетами, созданными из похожих хондритных материалов. Немало магматических процессов, происходящих на Земле, также происходили и на Марсе; кроме того, композиционно планеты являются достаточно сходными, чтобы можно было применять одни и те же названия их магматических горных пород и минералов.
Вулканизм — это процесс, в течение которого магма из внутренних слоев планеты поднимается сквозь земную кору и извергается на поверхность. Изверженные вещества состоят из расплавленных пород (лавы), горячих фрагментированных мелкозернистых обломков (тефра или пепел), а также газов. Вулканизм — это основной способ, которым планеты освобождают свое внутреннее тепло. Вулканические извержения продуцируют характерные формы рельефа, типы горных пород и географический рельеф, которые все вместе дают возможность узнать больше о химическом составе, термальном состоянии и истории внутренних слоев планеты.
Магма — это сложная, очень горячая смесь из расплавленных силикатов, кристаллов в состоянии взвеси и растворенных газов. Вероятнее всего, магма на Марсе поднимается вверх так же, как и на Земле. Она поднимается вверх сквозь нижние слои коры в диапирных телах, имеющих меньшую плотность, чем окружающие породы. Во время поднятия магма в конечном итоге достигает регионов с низкой плотностью. Когда плотность магмы соответствует плотности породы, в которой она находится, плавучесть нейтрализуется и магматическое тело останавливает свое движение. В этой точке из него может образоваться магматическая камера. Далее магма может продолжать свое движение, но уже в стороны, образуя сеть даек и силлов. В конце концов магма может остыть и затвердеть, образуя интрузивные магматические тела (плутоны). По оценкам геологов, около 80 % магмы, генерируемой Землей, останавливается в ее коре и так и не достигает поверхности.
В процессе поднятия и последующего охлаждения магма претерпевает много сложных и динамических композиционных изменений. Тяжелые минералы могут кристаллизоваться и осесть на дне магматической камеры. Магма может также ассимилировать части той породы, в которой она находится, или же смешиваться с другими порциями магмы. Эти процессы изменяют химический и минеральный состав расплавленной смеси, поэтому любая магма, достигающая поверхности, может иметь совсем другой химический состав, чем родительский расплав. Магму, изменившуюся таким образом называют «эволюционировавшей», чтобы отличить ее от «примитивной» магмы, которая по своему составу является весьма близкой к своему источнику в мантии (см. дифференциация магмы и фракционная кристаллизация). Магма, эволюционировавшая в большей степени, обычно состоит из кислых горных пород, обогащенных кремнием, летучими веществами и другими легкими элементами, которые и отличают этот тип магмы от богатой железом и магнием (мафичной) примитивной магмы. Степень и объем, в которых магма эволюционирует с течением времени, свидетельствуют об уровне внутреннего тепла планеты, а также ее тектонической активности. Континентальная кора Земли состоит из гранитных пород из эволюционировавшей магмы; эти породы образовались в результате многочисленных эпизодов магматической переработки. Эволюционировавшие магматические породы значительно менее распространены в холодных, мертвых космических телах, таких как Луна. Марс, размер которого находится примерно посередине между размерами Земли и Луны, имеет также средний уровень магматической активности.
На меньших глубинах в коре планеты литостатическое давление на магматическое тело уменьшается. Уменьшенное давление может вызвать высвобождение газов (диоксид углерода и водяной пар) в форме пены из газовых пузырьков. Нуклеация пузырьков вызывает быстрое расширение и охлаждение окружающего расплава, образуя стекловидные осколки, которые при взрывном извержении попадают на поверхность в форме тефры (их еще называют пирокластами). Мелкозернистая тефра широко известна как «вулканический пепел». От композиции расплава зависит характер извержения вулкана:  взрывной или экспансивный в форме текущей лавы. Кислая магма андезитного и риолитного состава имеет большую склонность к взрывному извержению. Такая магма очень вязкая (густая и клейкая) и насыщена растворёнными газами. Мафичная магма, с другой стороны, имеет низкое содержание газов и обычно выходит на поверхность во время экспансивного извержения в форме базальтовых лавовых потоков. Однако это лишь обобщение. Например, если магма войдет в неожиданный контакт с подземными или поверхностными водами, может произойти мощное извержение в форме парового взрыва — гидромагматическое (фреатомагматическое или фреатическое) извержение. Кроме того, извержение магмы может происходить по-разному на планетах с различными внутренними композициями, атмосферами и гравитационными полями.

## Различия в вулканических явлениях Земли и Марса
Наиболее типичной формой вулканизма на Земле является базальтовый вулканизм. Базальт — это экструзивная магматическая горная порода, образованная в результате частичного плавления верхней мантии. Базальт богат на такие мафические минералы, как железо и магний, и имеет обычно темно-серый цвет. Самым распространенным типом вулканизма на Марсе является, почти наверняка, также базальтовый. На Земле базальтовая магма обычно извергается в форме чрезвычайно текучих потоков, которые появляются или прямо из вулканических отверстий, или же образуются в результате слияния расплавленных сгустков при основе лавовых фонтанов (гавайское извержение). Эти же явления распространены и на Марсе, однако более слабая гравитация и атмосферное давление на Марсе способствуют более быстрой нуклеации газовых пузырьков (см. выше), а также это может происходить на глубинах больших, чем на Земле. Как следствие, марсианские базальтовые вулканы также способны извергнуть значительное количество пепла в процессе плинианского извержения. Во время плинианского извержения пепел попадает в атмосферу, формируя огромную конвективную колонну (облако). Если к этому процессу привлечена недостаточная часть атмосферы, колонна может разрушиться, образовав пирокластические потоки. Плинианские извержения являются редкими в случае базальтовых вулканов на Земле, где они обычно ассоциируются с андезитовой или риолитовой магмой (например, Сент-Хеленс).
Поскольку более слабая гравитация Марса генерирует меньшие силы плавучести, воздействующие на магму во время ее просачивания сквозь кору, магматические камеры, из которых питаются вулканы на Марсе, считаются значительно более глубокими и крупными, чем земные. Для того, чтобы магматическое тело на Марсе смогло подняться достаточно близко к поверхности с последующим извержением, это тело должно быть большим. Соответственно, извержения на Марсе происходят значительно реже, чем на Земле, однако, если уж происходят, то они всегда являются невероятно масштабными и имеют очень большую скорость. Несколько парадоксально, но низкая гравитация на Марсе способствует удлинению и большему распространению лавовых потоков. Вулканические извержения на Марсе могут быть немыслимо объемными. Недавно описали гигантский лавовый поток в западной части Elysium Planitia — поток размером с Орегон. Ученые предполагают, что он образовался бурно, в течение нескольких недель, и считают его одним из самых молодых лавовых потоков на Марсе.
Тектоническое расположение вулканов на Земле и на Марсе очень отличаются. Большинство активных вулканов на Земле находятся в продолговатых, линейных цепях вдоль границ тектонических плит, или в тех местах, где литосфера растягивается, отделяя плиты друг от друга (дивергентная граница), или там, где она подвергается повторной субдукции в мантию (конвергентная граница). Поскольку на Марсе сейчас отсутствует тектоника плит, вулканы не формируют такой же глобальный узор, как на Земле. Марсианские вулканы более соответствуют тем земным вулканам, которые находятся внутри плит, таким как вулканы на Гавайских островах, которые, как считается, образовались от статического мантийного плюма (см. горячая точка.) Парагенетическая тефра из шлакового конуса вулкана на Гавайях добывается для использования в качестве аналога марсианского реголита во время исследований, начиная с 1998 года.
Крупнейшие и наиболее заметные вулканы на Марсе можно найти в вулканических провинциях Tharsis и Elysium. Эти вулканы удивительно похожи на щитовые вулканы на Земле. Они имеют такие же склоны с малым наклоном и кальдеры на вершинах. Основное различие между марсианскими и земными щитовыми вулканами — это их размеры: марсианские щитовые вулканы просто колоссальны. Например, самый высокий вулкан на Марсе, Olympus Mons, достигает 550 км в диаметре и 21 км в высоту. Он почти в 100 раз больше по объему, чем Мауна-Лоа на Гавайях — крупнейший щитовой вулкан на Земле. Геологи считают, что одной из причин гигантских размеров вулканов на Марсе является отсутствие тектоники плит: марсианская литосфера не скользит по верхней мантии (астеносфере), как это происходит на Земле, поэтому лава из стационарной горячей точки может накапливаться в одном месте на поверхности в течение миллиарда лет, а то и дольше.
17 октября 2012 г. марсоход «Кьюриосити» на планете Марс в местности «Rocknest» выполнил первый рентгеноструктурный анализ марсианского грунта. Результаты, полученные прибором CheMin на марсоходе, выявили наличие нескольких минералов, в частности, полевого шпата, пироксенов и оливина, и позволили предположить, что марсианский грунт имеет состав, напоминающий выветренные базальтовые почвы гавайских вулканов.

## Вулканическая провинция Тарсис
Значительную часть западного полушария Марса занимает гигантский вулканическо-тектонический комплекс, известный как провинция Тарсис, или выпуклость Тарсис. Это необъятное, приподнятое образование достигает тысяч километров в диаметре, и покрывает до 25 % всей поверхности планеты. Достигая в среднем от 7 до 10 км в высоту над датумом (марсианским «уровнем моря»), Тарсис содержит рельеф с наивысшими высотами на планете. Три огромных вулкана, Ascraeus Mons, Pavonis Mons и Arsia Mons, пролегают в направлении северо-восток — юго-запад, вдоль самой выпуклости. Обширный вулкан Alba Mons (ранее известный как Alba Patera) занимает северную часть региона. Колоссальный щитовой вулкан Olympus Mons расположен немного сбоку от основной выпуклости, на западном краю провинции.
Образованная из многочисленных поколений лавовых потоков и пепла, провинция Тарсис содержит также несколько самых молодых лавовых потоков на Марсе, однако сама выпуклость считается очень древней. Геологические признаки свидетельствуют о том, что большая часть массы Тарсиса была здесь еще в конце Нойского периода, около 3,7 миллиарда лет назад. Выпуклость Тарсис настолько массивная, что оказывает невероятное давление на литосферу планеты, образуя гигантские трещины (грабены и рифтовые долины), возникающие под влиянием сил растяжения и простирающиеся чуть ли не на пол-планеты. Масса Тарсиса могла когда-то даже изменить направление оси вращения Марса, тем самым вызвав изменение климата.

### Tharsis Montes
Три горы — Tharsis Montes — являются щитовыми вулканами, расположенными вблизи экватора на 247° в. д.. Все они в диаметре достигают нескольких сотен километров, а по высоте варьируются от 14 до 18 км. Arsia Mons, самый южный вулкан из этой группы, на вершине имеет кальдеру протяженностью 130 км и глубиной в 1,3 км. Pavonis Mons, средний вулкан, имеет две наложенных одна на другую кальдеры, меньшая из которых в глубину достигает почти 5 км. Ascraeus mons на севере имеет сложный набор из взаимно наложенных кальдер, и долгую историю извержений, которая, как считают, прослеживается на протяжении почти всей истории планеты.
Горы Tharsis Montes расположены примерно в 700 км друг от друга. Они находятся на достаточно четкой оси северо-восток-юго-запад, которая составляет объект определенного интереса. Ceraunius Tholus и Uranius Mons находятся на той же оси северо-восточного направления, а конусы выноса молодых лавовых потоков на склонах всех трех гор Тарсис имеют одинаковую северо-восточную-юго-западную ориентацию. Эта линия достаточно четко обозначает значительную структурную деталь марсианской поверхности, однако ее происхождение остается неизвестным.

### Купола и патеры
В дополнение к крупным щитовым вулканам, провинция Тарсис также содержит несколько меньших вулканов, известных как купола (tholi) или патеры (paterae). Купола — это куполообразные горы, склоны которых значительно круче, чем склоны больших щитовых вулканов Тарсиса. Их центральные кальдеры имеют достаточно солидный размер, если сравнивать их диаметры с диаметрами основания. Плотное расположение ударных кратеров на многих куполах свидетельствует о том, что они являются более старшими, чем крупные щитовые вулканы, и сформировались в период между поздним Нойским и ранним Гесперийским периодами. Склоны Керавнского купола и купола Урана густо испещрены каналами, которые свидетельствуют о том, что склоны этих вулканов образованы из вещества, которое легко поддается эрозии, такого как пепла. Возраст и морфология таких куполов являются достаточно весомыми признаками того, что они представляют собой вершины старых щитовых вулканов, погребенных под огромным слоем более молодых лавовых потоков. По одной из оценок, слой лавы вокруг куполов Тарсиса может иметь до 4 км в толщину.
Патера (мн. paterae) — это латинское слово, обозначающее неглубокую кружку для питья (фиала). Этот термин применялся для обозначения отдельных ложно определенных кратеров с фестончатыми краями, которые ученые разглядели на первых снимках, полученных космическими аппаратами, и которые позже оказались большими вулканическими кальдерами. Меньшие патеры в регионе Тарсис морфологически схожи с куполами, вот только они не имеют больших кальдер. Так же, как и купола, патеры Тарсиса, вероятно, представляют собой верхушки значительно больших щитовых вулканов, теперь уже погребенных под слоем лавы. Исторически термин patera использовался для обозначения всего рельефного массива отдельных вулканов на Марсе (например, Alba Patera). В 2007 году Международный астрономический союз (МАС) переопределил термины Alba Patera, Uranius Patera и Ulysses Patera, закрепив за ними обозначения только центральных кальдер этих вулканов.

### Olympus Mons
Гора Олимп — это самый молодой и самый высокий вулкан на Марсе. Он расположен в 1200 км к северо-западу от Tharsis Montes, сразу же за западной границей выпуклости Тарсис. Его вершина находится на высоте 21 км над датумом (марсианским «уровнем моря»), и имеет центральный комплекс кальдер, состоящий из шести кальдер, взаимно накладывающихся друг на друга и вместе образующих углубление размером 72 x 91 км и глубиной 3,2 км. Как щитовой вулкан, гора имеет чрезвычайно низкий профиль с пологими склонами, наклон которых варьируется от 4 до 5 градусов. Вулкан образовался из многих тысяч отдельных потоков чрезвычайно текучей лавы. Нерегулярный эскарп, местами 8 км в высоту, расположен в основании вулкана, образуя своеобразный пьедестал, на котором и лежит вулкан. В разных местах вокруг вулкана можно увидеть, что невероятной величины лавовые потоки простираются в окрестные равнины, скрывая под собой эскарп. На снимках среднего разрешения (100 м/пиксель) поверхность вулкана имеет четкую радиальную текстуру, которой вулкан обязан бесчисленным лавовым потокам и запруженным лавовым тоннелям, которые и выбили его склоны.

### Alba Mons
Вулкан Alba Mons, расположенный в северной части провинции Тарсис — это уникальное вулканическое образование, которое не имеет себе подобных ни на Земле, ни где-либо на Марсе. Склоны вулкана имеют чрезвычайно низкий профиль и характеризуются масштабными лавовыми потоками и каналами. Средний уклон склонов Alba Mons составляет всего около 0,5°, а это в пять раз меньше, чем у склонов других вулканов Тарсиса. Вулкан имеет центральную гору шириной 350 км и высотой 1.5 км, на вершине которой расположен комплекс из двух кальдер. Центральную гору опоясывает неполное кольцо трещин. Лавовые потоки, возникновение которых связано с этим вулканом, можно проследить вплоть до 61° с. ш. на севере и до 26° с. ш. на юге. Если к площади вулкана включить и площадь этих необозримых лавовых полей, то его протяженность будет невероятной — 2000 км в направлении север-юг и 3000 км в направлении восток-запад, что делает его одним из крупнейших по площади вулканических образований в Солнечной системе. Большинство геологических моделей позволяют предполагать, что Alba Mons образован из чрезвычайно текучих базальтовых лавовых потоков, однако отдельные исследователи обнаружили вероятные пирокластические отложения на склонах вулкана. Поскольку вулкан Alba Mons расположен в точке планеты, противоположной ударному бассейну Hellas, некоторые исследователи высказали мнение, что образование вулкана может быть связанным с ослаблением коры вследствие падения космического тела, в результате которого образовался бассейн Hellas, и которое могло запустить мощные сейсмические волны, которые сфокусировались в противоположной точке на поверхности планеты — именно там, где и образовался вулкан.

## Вулканическая провинция Элизий
Меньший вулканический кратер расположен за несколько тысяч километров на запад от Тарсиса в провинции Элизий. Вулканический комплекс Элизий достигает 2 000 километров в диаметре и состоит из трех главных вулканов — Elysium Mons, Hecates Tholus, и Albor Tholus. Северо-западный край провинции характеризуется большими каналами (Granicus и Tinjar Valles), возникающими из нескольких грабенов на склонах Elysium Mons. Эти грабены могли образоваться из подповерхностных даек. Эти дайки, вероятно, разломали криосферу, тем самым освободив гигантские объемы грунтовых вод, под действием которых и образовались каналы. С каналами ассоциируются также очень распространенные здесь осадочные отложения, которые могли образоваться из солей или лахаров. Группа вулканов Элизия считается несколько отличной от вулканов Tharsis Montes, поскольку в процессах формирования вулканов Элизия принимали участие как лава, так и пирокласты.
Elysium Mons является самой высокой вулканической горой в этой провинции. Она достигает 375 км в диаметре (правда, это зависит от того, что считать основой вулкана) и 14 км в высоту. Вулкан имеет единую, простую кальдеру на вершине, ширина которой составляет 14 км, а глубина — 100 м. Вулкан в профиль имеет четкую коническую форму, за что иногда его называет стратоконусом; однако, несмотря на преимущественно низкие склоны, он, вероятнее всего, является щитовым вулканом. По объему Elysium Mons достигает всего лишь одной пятой от объема Arsia Mons.
Hecates Tholus достигает 180 км в диаметре и 4,8 км в высоту. Склоны вулкана сильно изрезаны каналами, что позволяет предполагать, что вулкан образован из вещества, которое легко поддается эрозии — такого, как вулканический пепел. Происхождение каналов неизвестно; их происхождение приписывали лавовым потокам, потокам пепла, или даже водным потокам, образуемым в результате таяния снега или дождя. Albor Tholus, самый южный из вулканов Элизия, достигает 150 км в диаметре и 4,1 км в высоту. Его склоны являются более ровными, и не так испещрены кратерами, как склоны других вулканов провинции.

## Syrtis Major
Syrtis Major Planum — это масштабный щитовой вулкан гесперийского периода, расположен в пределах детали альбедо с тем же названием. Диаметр вулкана составляет около 1200 км, а высота — всего лишь 2 км. Вулкан имеет две кальдеры — Meroe Patera и Nili Patera. Исследования, включавшие изучение регионального гравитационного поля, свидетельствуют о существовании под поверхностью вулкана уже застывшей магматической камеры толщиной минимум в 5 км. Syrtis Major представляет значительный интерес для геологов, поскольку орбитальные космические аппараты обнаружили в этой местности дацит и гранит. Эти минералы являются породами, богатыми кремнием, и кристаллизуются из магмы, которая значительно более химически эволюционировавшая и более дифференцированная, чем базальтовая магма. Они могут образовываться в верхней части магматической камеры после того, как на ее дне оседают тяжелые минералы, такие как оливин и пироксены (те, что содержат железо и магний). Дацит и гранит очень распространены на Земле, однако редки на Марсе.

## Arabia Terra
Arabia Terra — это большой высокогорный регион на севере Марса, расположенный преимущественно в квадранте Arabia. Несколько кратеров неправильной формы, найденных в пределах этого региона, представляют тип высокогорного вулканического образования, которое, в общем, представляет собой марсианскую вулканическую провинцию. Низкорельефные патеры в этом регионе имеют ряд геоморфологических деталей, в частности — признаки структурного коллапса, экспансивного вулканизма и взрывных извержений, которые являются типичными для земных супервулканов. Таинственные возвышенности, секущиеся кряжами, могли образоваться из лавовых потоков, порожденных активным вулканизмом в этом регионе.

## Горные патеры
В южном полушарии, особенно вблизи ударного бассейна Hellas, есть несколько вулканических образований, находящихся примерно на том же уровне, что и остальной рельеф, и называющиеся горными патерами. Эти вулканы являются представителями самых старых вулканических гор, которые все еще можно идентифицировать на Марсе. Они характеризуются тем, что имеют чрезвычайно низкий профиль с сильно эродированными кряжами и каналами, которые лучами отходят от очень разрушенного центрального комплекса кальдер. К таким патерам принадлежат Hadriaca Patera, Amphitrites Patera, Tyrrhena Patera, Peneus Patera и Pityusa Patera. Геоморфологические признаки свидетельствуют о том, что горные патеры образовались из комбинации лавовых потоков и пирокластических пород, возникших в результате взаимодействия магмы с водой. Некоторые исследователи предполагают, что расположение горных патер можно объяснить возникновением глубинных трещин в результате столкновения с крупным космическим телом после которого появился бассейн Hellas. Эти трещины могли проложить для магмы путь к поверхности планеты. Хотя эти образования и не очень высокие, некоторые из этих патер, все же, покрывают значительную площадь — патера Амфитриты, скажем, занимает большую площадь чем Olympus Mons.

## Вулканические равнины
Вулканические равнины распространены на Марсе. Обычно различают два типа таких равнин: равнины, на которых распространены детали рельефа, образованные из лавовых потоков, и равнины, где такие детали рельефа вообще отсутствуют, однако имеются другие признаки их вулканического происхождения. Равнины с большим количеством лавовых потоков встречаются в пределах и вокруг крупных вулканических провинций Tharsis и Elysium. К потоковым деталям рельефа относятся как плоскостные поверхностные, так и трубчатые или каналоподобные потоковые морфологии. Плоскостные поверхностные потоки образуют сложные лопастеподобные потоковые взаимоперекрывающиеся образования и могут простираться на многие сотни километров от своего источника. Потоки лавы могут формировать лавовые туннели, когда верхний открытый слой лавы застывает и затвердевает, образуя своеобразное перекрытие, тогда как лава под ним продолжает двигаться. Часто бывает так, что после того, как лава покидает такой тоннель, его «крыша» проваливается внутрь, в результате чего образуется канал или линия эрозионных кратеров (catena).
Необычный тип потоковых образований встречается на равнинах Cerberus на юг от Elysium, а также в области Amazonis. Эти потоки имеют ломаную пластинчатую структуру, состоящую из темных километровых плит, словно включенных в светлую матрицу. Такой вид приписывают плавучим кускам затвердевшей лавы, которые в свое время плыли по поверхности потока все еще расплавленной магмы. По другой версии, эти ломаные пластины на поверхности представляют дрейф льда, образовавшегося на поверхности моря, которое возникло в этой местности вследствие массивного наплыва подземных вод из области Cerberus Fossae.
Второй тип вулканических равнин (кряжистые равнины) характеризуется большим количеством гряд. Детали рельефа, характерные для вулканических потоков, здесь случаются редко или полностью отсутствуют. Кряжистые равнины считаются регионами экстенсивного трапового магматизма, по аналогии с лунными морями. Общая площадь таких равнин составляет около 30 % поверхности Марса, а наиболее выраженными равнинами такого типа является Lunae, Hesperia, и Malea Plana. Также их можно встретить во многих местах северных низменностей Марса. Все кряжистые равнины происходят из гесперийского периода и представляют разновидность вулканизма, который в течение того периода преобладал в глобальном масштабе. Гесперийский период получил свое название от кряжистих равнин в Hesperia Planum.

## Потенциальный текущий вулканизм
Ученые еще ни разу не зафиксировали активного вулканического извержения на поверхности Марса; более того, поиски термальных маркеров и изменений на поверхности в течение последнего десятилетия не принесли никаких положительных результатов для подтверждения активного вулканизма.
Однако орбитальный аппарат Европейского космического агентства Mars Express сделал снимки лавовых потоков, которые в 2004 году расценили как появившимися на поверхности в пределах последних двух миллионов лет, что свидетельствует о сравнительно недавней геологической активности. Новые результаты исследований за 2011 год позволяют утверждать, что самые молодые лавовые потоки появились на поверхности в течение всего лишь нескольких последних десятков миллионов лет. Авторы считают, что такой возраст еще позволяет предполагать, что вулканическая активность на Марсе возможна и теперь.

### Вулканы и лед
Считается, что под поверхностью Марса находятся значительные залежи водного льда. Взаимодействие этого льда с расплавленными породами может образовывать характерные формы рельефа. На Земле, когда горячее вулканическое вещество контактирует с поверхностным льдом, образуется значительное количество жидкой воды с грязью, которая течет вниз по склону с катастрофической скоростью, образуя массивные грязекаменные потоки (лахары). Лава, которая протекает через насыщенные водой слои породы, может вызвать внезапные извержения этой воды в форме парового взрыва (см. фреатическое извержение), образуя небольшие вулканоподобные формы рельефа, называемые псевдократерами. Детали рельефа, визуально напоминающими земные псевдократеры, можно увидеть на равнинах Elysium, Amazonis, Isidis и Chryse Planitiae. Кроме того, фреатомагматизм образует туфовые кольца, или туфовые конусы, на Земле, поэтому ожидается, что такие формы рельефа должны быть и на Марсе. Предполагается, что они могут существовать в регионе Nepenthes/Amenthes, поэтому именно в этой местности изучают псевдократеры с целью определить их происхождение. В конце концов, когда извержение вулкана происходит под ледяным покровом, образуются характерные формы рельефа наподобие столовых гор, называемые туйями. Некоторые исследователи утверждают, что геоморфологические признаки свидетельствуют о том, что немало внутренних наслоений отложений в Valles Marineris могут быть марсианскими соответствиями туйев.

## Тектонические границы
На Марсе были обнаружены тектонические границы. Долины Маринера — это тектоническая граница, смещающаяся горизонтально и делящая две большие частичные или полные тектонические плиты Марса. Последние полученные данные позволяют предполагать, что Марс является геологически активным, и эта активность проявляется, примерно, каждый миллион лет, хотя есть и другие версии.

 Ранее также обнаруживали признаки геологической активности на Марсе. Mars Global Surveyor (MGS) обнаружил полосы магнитных аномалий в коре Марса, особенно заметные в квадрантах Phaethontis и Eridania. Магнитометр на MGS обнаружил намагниченные полосы коры шириной в 100 км, протянувшихся на 2000 км и расположенных приблизительно параллельно друг к другу. Эти полосы чередуются между собой по полярности таким образом, что северный магнитный полюс одного указывает вверх от поверхности, а северный магнитный полюс другого указывает вниз. Когда подобные полосы были обнаружены на Земле в 1960-х, их приняли за признак тектоники плит. Однако между полосами магнитных аномалий на Земле и на Марсе есть определенные различия. Марсианские полосы более широкие, гораздо более намагничены, и, похоже, не происходят из средней зоны распространения в коре. Поскольку возраст местности с полосами магнитных аномалий составляет около 4 миллиардов лет, считается, что глобальное магнитное поле просуществовало лишь несколько первых сотен миллионов лет после образования планеты. На то время температура расплавленного железа в ядре планеты могла быть достаточно высокой для того, чтобы превратить эту смесь в магнитный генератор. Более младшие породы не имеют никаких таких полос.
Когда расплавленные породы, содержащие магнитные вещества, такие как гематит (Fe2O3), остывают и затвердевают в присутствии магнитного поля, они становятся намагниченными и получают полярность фонового магнитного поля. Этот магнетизм теряется только тогда, когда такие породы последовательно нагреваются до температуры выше температуры Кюри (770 °C для чистого железа, но ниже для оксидов: для гематита ~ 650 °C, для магнетита ~ 580 °C). Магнетизм, остающийся в породах, является своеобразной записью магнитного поля, которое существовало здесь во время остывания этих пород.
Вулканические детали рельефа Марса можно сравнить с геологическими горячими точками на Земле. Pavonis Mons — это центральный из трех вулканов (известных под общим названием Tharsis Montes) на выпуклости Тарсис вблизи экватора планеты Марс. Другими двумя вулканами Тарсиса являются Ascraeus Mons и Arsia Mons. Эти три вулкана Tharsis Montes, вместе с некоторыми другими, меньшими вулканами, расположенными севернее, образуют прямую линию. Такое расположение позволяет предполагать, что они образовались в результате тектонического движения коры над горячей точкой. Подобное положение можно заметить и на Земле, в Тихом океане, в виде Гавайских островов. Гавайские острова образуют прямую линию, на которой самые молодые острова находятся на юге и старейшие на севере. Поэтому ученые считают, что плиты движутся, тогда как стационарный плюм горячей магмы поднимается и проталкивается сквозь кору, тем самым образуя вулканические горы. Однако самый большой вулкан на Марсе, Olympus Mons, как считается, сформировался тогда, когда плиты были неподвижными. Olympus Mons мог образоваться сразу же после прекращения движения плит. Возраст мореподобных равнин на Марсе составляет приблизительно 3–3,5 миллиарда лет. Гигантские щитовые вулканы являются более молодыми, образовавшимися 1–2 миллиарда лет назад. Однако по некоторым подсчетам возраст Olympus Mons может составлять всего лишь 200 миллионов лет.
Норман Г. Слип, профессор геофизики из Стэнфордского университета, описал, каким образом три вулкана, образующие прямую линию вдоль хребта Тарсис, могут оказаться потухшими островными дуговыми вулканами наподобие японской островной дуги.